# Acosmeryx shervillii
Acosmeryx shervillii là một loài bướm đêm thuộc họ Sphingidae. Nó được tìm thấy ở the Ấn Độn subregion to Sundaland, Philippines và Sulawesi. Acosmeryx pseudonaga is sometimes treated as a valid species.

## Sự miêu tả

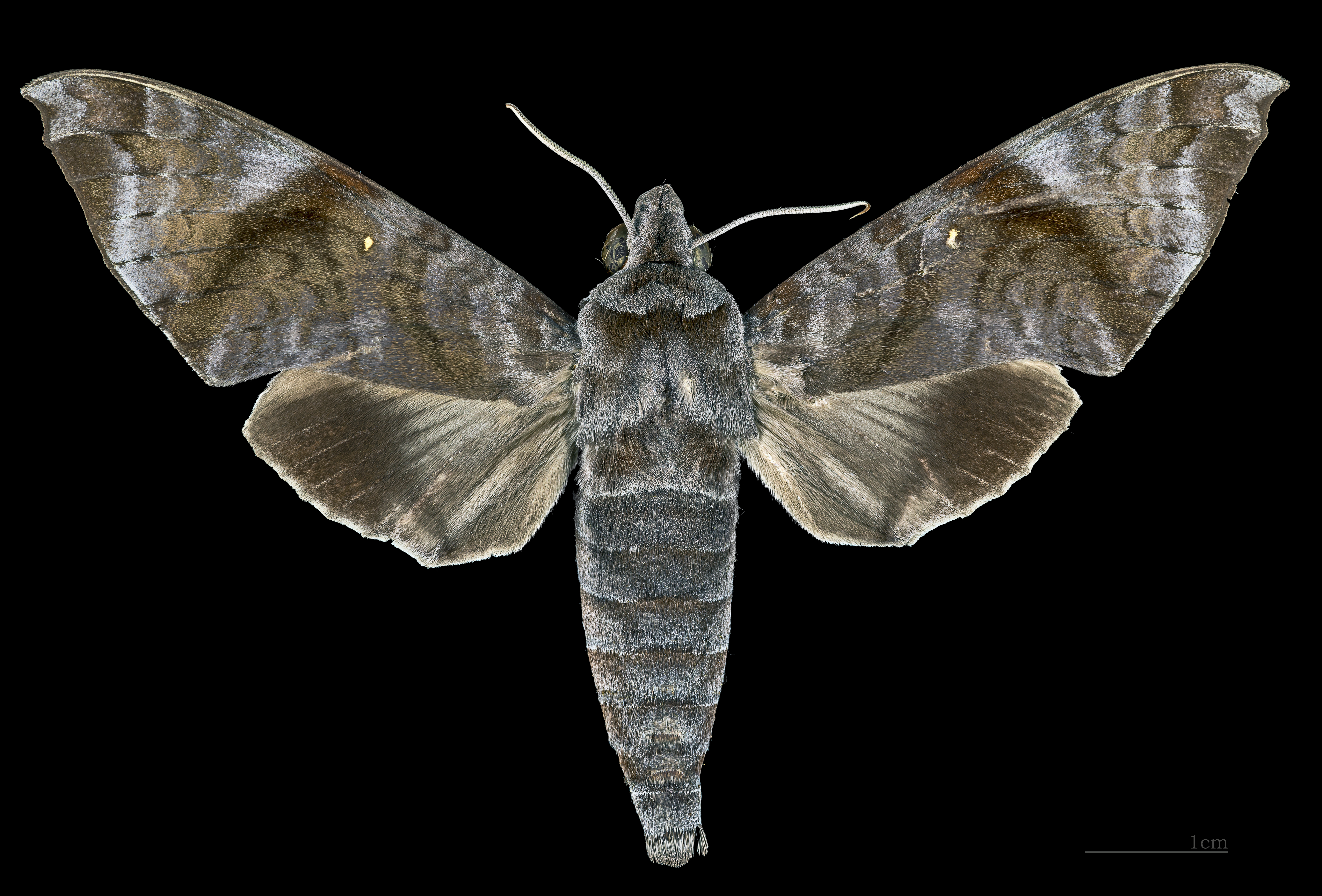
♂
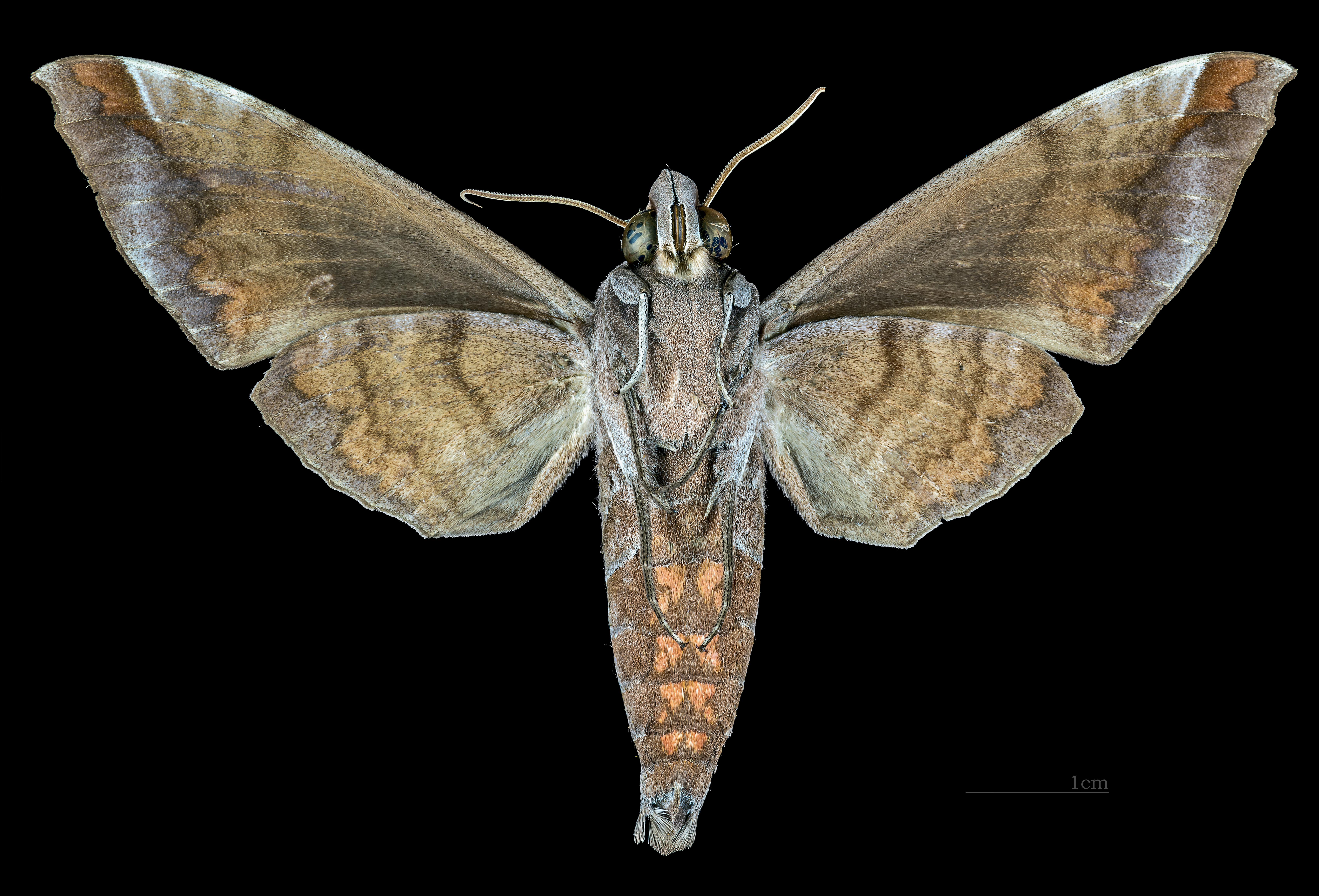
♂ △
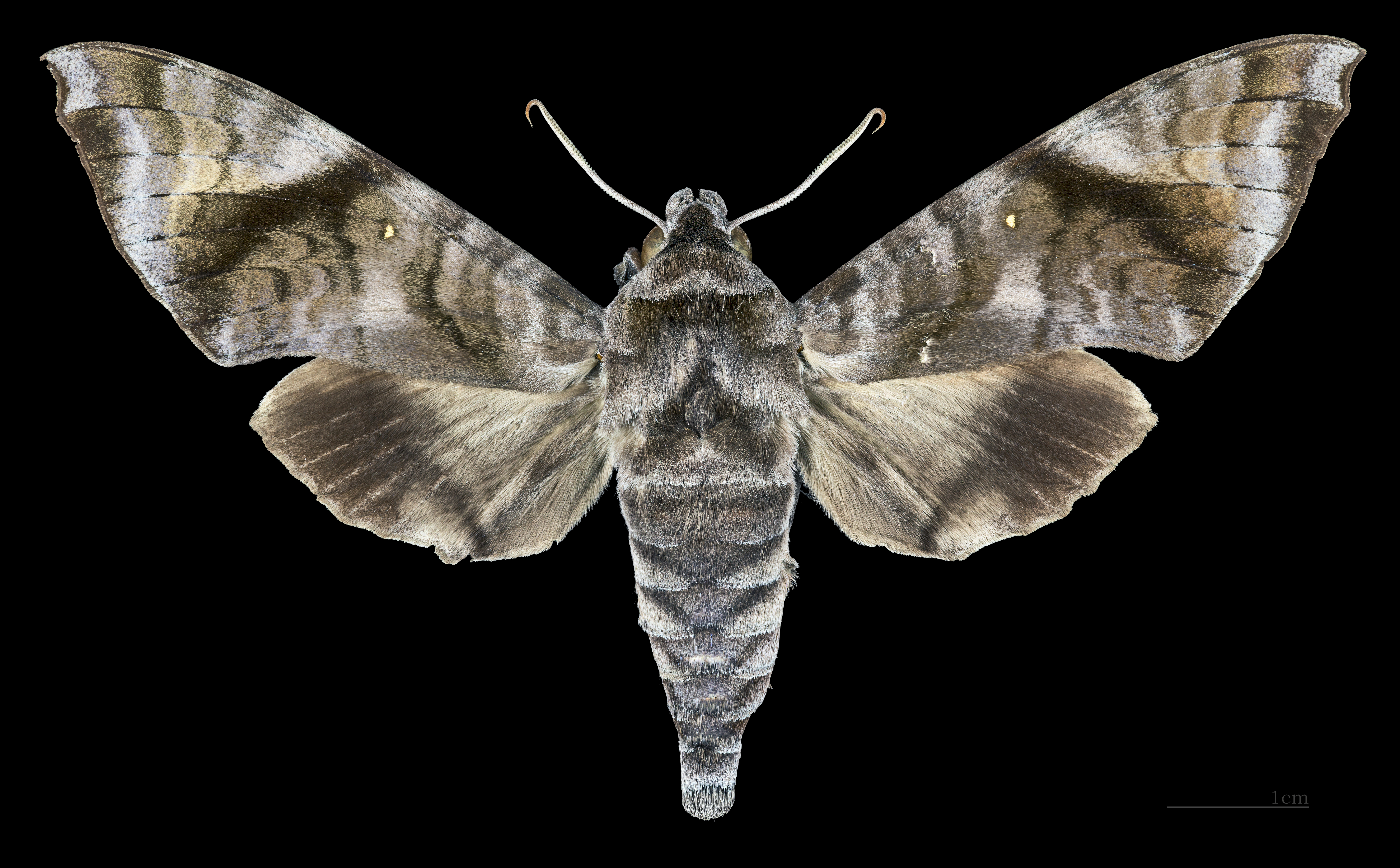
♀
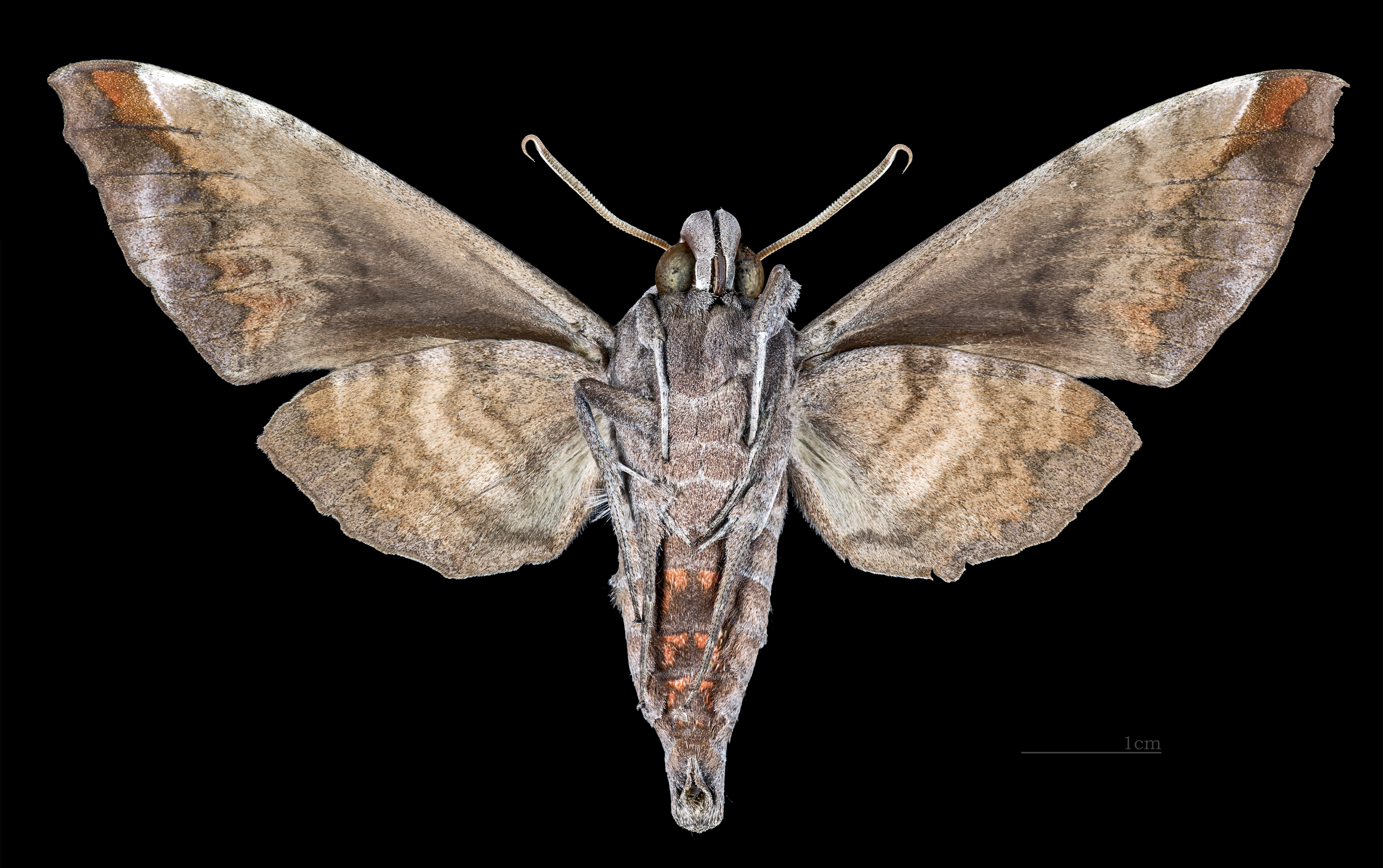
♀ △

## Sinh học
Có từ 3 lứa trở lên ở Hồng Kông, xuất hiện từ đầu tháng 3 đến đầu tháng 9.
Ấu trùng ăn các loài Saurauia, Dillenia, Leea, Cayratia, Cissus và Vitis.